# Ceblepyris
Ceblepyris és un gènere d'ocells de la família dels campefàgids (Campephagidae).

## Taxonomia
Segons la Classificació del Congrés Ornitològic Internacional (versió 10.2, 2020) aquest gènere està format per cinc espècies:
- Ceblepyris cinereus - eruguera de Madagascar.
- Ceblepyris cucullatus - eruguera de les Comores.
- Ceblepyris graueri - eruguera de Grauer.
- Ceblepyris pectoralis - eruguera argentada.
- Ceblepyris caesius - eruguera grisa.